# Mosannona discolor
Mosannona discolor är en kirimojaväxtart som först beskrevs av Robert Elias Fries, och fick sitt nu gällande namn av Laurentius 'Lars' Willem Chatrou. Mosannona discolor ingår i släktet Mosannona och familjen kirimojaväxter. Inga underarter finns listade i Catalogue of Life.